# Em Alguma Parte Alguma
Em Alguma Parte Alguma é um livro de poemas de Ferreira Gullar lançado em 2010 pela Editora Olympio.
O livro de Gullar foi eleito "O Livro do Ano" de ficção no 53° Edição do Prêmio Jabuti em 2011 para lançamento editoriais dentro do ano de 2010.
O livro revela 58 novos poemas organizados como memórias do autor em relação a sua leitura de poemas de autores consagrados na literatura brasileira, como Carlos Drummond de Andrade, João Cabral de Melo Neto, entre outros.